# Großsteingräber bei Bischofswald
Die Großsteingräber bei Bischofswald waren sechs mögliche megalithische jungsteinzeitliche Grabanlagen im Forst bei Bischofswald, einem Wohnplatz bei Ivenrode, einem Ortsteil der Gemeinde Altenhausen im Landkreis Börde, Sachsen-Anhalt. Alle wurden wohl spätestens im 19. Jahrhundert zerstört. Beschreibungen zu den Anlagen liegen nicht vor, ihre mögliche Existenz ist nur durch die Bezeichnungen „Brautsteinberge“, „Steinbergs-Stücke“, „Steingrund-Stücke“, „Steinklippen-Berg“ und die zweifach vorkommende Bezeichnung „Steinberg“ auf einem historischen Messtischblatt belegt.